# SV Baesweiler 09
Der SV Baesweiler 09 war ein deutscher Fußballverein aus Baesweiler.

## Geschichte
1909 als Superior Baesweiler gegründet, fusionierte der Klub 1920 mit Alemannia Baesweiler zum SV Baesweiler 09. Zwei Jahre später schloss sich der SV Oidtweiler an. In den zwanziger und frühen dreißiger Jahren war der Verein äußerst erfolgreich. Man hatte eine überaus spielstarke Mannschaft, die noch heute in der Aachener Region als „die Wunderknaben“ bekannt ist. Höhepunkt in dieser Ära war ein Meisterschaftsspiel vor knapp 11.000 Zuschauern gegen Alemannia Aachen mit dem damaligen Nationalspieler Reinhold Münzenberg.
Ab 1947 nahm der SV Baesweiler an der Amateurliga Mittelrhein teil. Bis zum Abstieg 1956 trat er Klub in den verschiedenen Staffeln der höchsten Amateurliga an. Nach dem sofortigen Wiederaufstieg war der Verein bis zu seinem abermaligen Abstieg 1964 in der Liga vertreten. Ein Höhepunkt war die Meisterschaft in der Saison 1959/60. In der folgenden Aufstiegsrunde zur II. Division scheiterte die Mannschaft jedoch am BV Osterfeld. Wiederum dauerte es nur ein Jahr bis zur Rückkehr und anschließend platzierte sich der Klub zeitweise im vorderen Ligabereich.
Zwischen 1970 und 1972 wiederum viertklassig, etablierte sich der Verein in der Folge in der Amateurliga. Mit der besten Platzierung in seiner Vereinsgeschichte als Tabellenzweiter qualifizierte sich der Klub 1977/78 einerseits für die neu geschaffene Oberliga Nordrhein und nahm andererseits an der deutschen Amateurmeisterschaft teil. Nach einem Achtelfinalsieg über den VfB Oldenburg scheiterte die Mannschaft im Viertelfinale am SV Sandhausen.
Nach einem Abstieg in die Verbandsliga 1982 wechselte der SV Baesweiler in den folgenden Spielzeiten im Jahresrhythmus zwischen den Ligen. Nach einem erneuten Abstieg 1987 stürzte der Klub zwei Jahre später in die Fünftklassigkeit ab. Nach dem Wiederaufstieg 1991 kehrte der Klub 1995 nach einem Relegationsspiel gegen die Amateure von Bayer 05 Uerdingen, in die Oberliga zurück. Im Sommer 1999 meldete der Klub nach finanziellen Schwierigkeiten Konkurs an und löste sich in der Folge auf.

## Erfolge
- Meister der Verbandsliga Mittelrhein 1960

## Persönlichkeiten
- Wilhelm Bergstein
- Jörg Beyel
- Alfred Glenski
- Ralph Gunesch
- Stanislaus Kobierski
- Guido Kopp
- Hans-Peter Lehnhoff
- Mario Nacev

## Nachfolgeverein JSV Baesweiler
Mit dem Jugend-SV 09 Baesweiler wurde ein Nachfolgeverein gegründet, um die erfolgreiche Jugendabteilung am Leben zu erhalten. Der JSV 09 startete seinen Neubeginn in der Kreisliga A. Mit einer völlig neu formierten Mannschaft, in der einige Jugendtrainer des alten Vereins spielten, wurde man dort auf Anhieb Meister. Jedoch scheiterte der JSV 09 knapp in der Relegation zur Bezirksliga. Der Aufstieg wurde im Jahre 2006 bewerkstelligt und mündete in den Aufstieg in die Landesliga Mittelrhein 2009, aus der man jedoch direkt wieder abstieg. 2013 folgte der erneute Abstieg in die Kreisliga. Derzeit spielt die 1. Mannschaft des JSV 09 in der Kreisliga B. Die 2. Mannschaft bestreitet ihre Meisterschaftsspiele in der Kreisliga D.